# Kadarkút
Kadarkút (srbsky Кадаркут, Kadarkut) je město v Maďarsku v župě Somogy, spadající pod okres Kaposvár. Nachází se asi 19 km jihozápadně od Kaposváru. Do roku 2013 byl správním městem okresu Kadarkút, ten byl však zrušen a přidělen okresu Kaposvár. V roce 2015 zde žilo 2 435 obyvatel. Podle statistik z roku 2011 zde byli Maďaři (93,3 %), Romové (5,3 %), Němci (0,9 %) a Chorvati (0,2 %).
Nejbližšími městy jsou Kaposvár, Nagyatád, Nagybajom a Szigetvár. Blízko jsou též obce Bárdudvarnok, Bőszenfa, Gige, Hencse, Mike, Patca, Rinyakovácsi, Simonfa a Zseckilisfalud.
Nachází se zde účelové letiště Kadarkút.